# Nycteridopsylla galba
Nycteridopsylla galba är en loppart som beskrevs av Alfonso Dampf 1910. Nycteridopsylla galba ingår i släktet Nycteridopsylla och familjen fladdermusloppor. Inga underarter finns listade i Catalogue of Life.